# Molí d'en Pastoreta
El molí d'en Pastoreta o molí d'en Pastureta és un molí de vent fariner que forma part del molinar de Fartàritx, a Manacor. Actualment s'ubicat en els límits del nucli urbà, en el cap de cantó entre el carrer de na Comtessa, 61 i el Passeig de Fartàritx. Sols llinda amb una casa i torn seu queden solars sense edificar. Destaca per la conservació del trespol amb pas central emmacat.

## Tipologia i elements
El molí d'en Pastoreta és un molí amb base de forma quadrada i una planta d’altura. Els paraments combinen la paret verda i els carreus de marès. La façana principal s’orienta al ponent i s’hi obre una finestra i un portal allindanat. Al costat dret del portal s’hi adossa una escala que permet l’accés a l’envelador. A l’esquerra del portal s’hi localitza una pedra fermadora. A la façana de migjorn s’hi obren una finestra i una portassa de factura moderna. El parament de la torre també combina la paret verda (part inferior) i els carreus de marès (part superior). Al migjorn s’obre un portal allindanat i a la part superior s’obren dos finestrons. L’interior es configura mitjançant voltes de canó. Conserva el trespol amb pas central emmacat. No conserva cap peça de la maquinària.